# Brandon Starc
Brandon Starc (né le 24 novembre 1993 à Baulkham Hills) est un athlète australien, spécialiste du saut en hauteur.

## Carrière
En avril 2013, il porte son record à 2,28 m à Sydney, ce qui le qualifie pour les Championnats du monde de Moscou. Auparavant, il avait été finaliste des Championnats du monde juniors à Barcelone, avec un saut à 2,17 m. Il avait été ensuite médaille d'argent lors des Jeux olympiques de la jeunesse à Singapour en 2,19 m, record personnel.
Le 14 mars 2015, il franchit 2,30 m à Sydney (SOPAC), nouveau record personnel. Il remporte en 2,28 m les 93es Championnats d'Australie à Brisbane en 2015. Le 29 août 2015, il franchit 2,31 m au premier essai, nouveau record personnel pour se qualifier pour la finale des Championnats du monde à Pékin.
Le 21 mai 2017, il saute 2,25 m à Kawasaki (Todoroki Stadium), se classant derrière Takashi Etō.
Le 17 février 2018, il remporte le titre national avec 2,28 m, réalisant ainsi les minimas pour les Jeux du Commonwealth. Le 11 avril, à domicile à Gold Coast, Brandon Starc décroche la médaille d'or des Jeux du Commonwealth grâce à un saut à 2,32 m, record personnel. Il devance au terme de ce concours à suspens le Bahaméen Jamal Wilson, 2,30 m, et le Canadien Django Lovett, 2,30 m également. Il égale son record le 2 juillet à Székesfehérvár pour une 3e place derrière Mutaz Essa Barshim (2,40 m) et Danil Lysenko (2,32 m). Trois jours plus tard, il termine 2e de l'Athletissima de Lausanne avec 2,29 m, derrière Danil Lysenko (2,37 m).
Le 18 août 2018, il remporte le Birmingham Grand Prix 2018 avec 2,33 m, record personnel, devançant Michael Mason et Jeron Robinson, tous les deux à 2,30 m. Le 26 août, pour la dernière édition du Meeting d'Eberstadt, consacré au saut en hauteur, Brandon Starc s'impose et améliore son record personnel à 2,36 m, au premier essai, et égale le vieux record national d'Australie de Tim Forsyth de 1997. Il devance l'Italien Gianmarco Tamberi (2,33 m).
Il remporte la médaille d'argent des championnats d'Océanie 2019 avec un saut à 2,22 m, derrière le Néo-Zélandais Hamish Kerr (2,30 m).
Il se classe 6e des championnats du monde 2019 à Doha avec 2,30 m.

## Palmarès
| Date | Compétition                   | Lieu             | Résultat | Marque |
| ---- | ----------------------------- | ---------------- | -------- | ------ |
| 2012 | Championnats du monde juniors | Barcelone        | 6e       | 2,17 m |
| 2014 | Jeux du Commonwealth          | Glasgow          | 8e       | 2,21 m |
| 2015 | Championnats du monde         | Pékin            | 12e      | 2,25 m |
| 2016 | Jeux olympiques               | Rio de Janeiro   | 15e      | 2,20 m |
| 2018 | Jeux du Commonwealth          | Gold Coast       | 1er      | 2,32 m |
| 2018 | Ligue de diamant              | Ligue de diamant | 1er      | 2,33 m |
| 2018 | Coupe continentale            | Ostrava          | 2e       | 2,30 m |
| 2019 | Championnats d'Océanie        | Townsville       | 2e       | 2,22 m |
| 2019 | Ligue de diamant              | Ligue de diamant | 2e       | 2,30 m |
| 2019 | Championnats du monde         | Doha             | 6e       | 2,30 m |
| 2021 | Jeux olympiques               | Tokyo            | 5e       | 2,35 m |
| 2022 | Jeux du Commonwealth          | Birmingham       | 2e       | 2,25 m |
| 2023 | Championnats du monde         | Budapest         | 8e       | 2,25 m |

## Records
| Épreuve         | Marque      | Lieu      | Date         |
| --------------- | ----------- | --------- | ------------ |
| Saut en hauteur | 2,36 m (NR) | Eberstadt | 26 août 2018 |